# Argumentum ad crumenam
L'argumentum ad crumenam (també anomenat apel·lació a la riquesa) és una fal·làcia lògica consistent en considerar un argument vàlid pel fet que la persona que l'ha formulat és rica.
Exemples en són:
- Bill Gates és una persona intel·ligent perquè és ric
- Hauries d'intentar ser com en Joan. S'ha fet ric, per tant, és un bon exemple

L'argument contrari és Argumentum ad lazarum